# 松岡英夫
松岡 英夫（まつおか ひでお、1912年12月9日 - 2001年4月8日）は、日本の政治評論家、歴史家。
新潟県新潟市生まれ。1938年東京帝国大学卒業、東京日日新聞社に入社、戦後、毎日新聞政治部長、論説委員、編集局次長を経て、政治評論家に。1971年から『サンデー毎日』の「サンデー時評」を担当、幕末史の研究者でもあり、1979年『大久保一翁』で毎日出版文化賞受賞。1983年の東京都知事選に、革新統一候補として立候補し、148万2169票を獲得したが、鈴木俊一に敗れた。2001年、肺炎のため88歳で死去。

## 著書
- ビルマの話 金の星社 1944
- 人権擁護六十年 弁護士海野普吉 1975 (中公新書)
- 松岡英夫対談 1 田畑書店 1975
- 日曜時評 新日本出版社 1977.2
- 大久保一翁 最後の幕臣 1979.4 (中公新書)
- 岩瀬忠震 日本を開国させた外交家 1981.10 (中公新書)
- 大学生のための文章教室 毎日新聞社 1982.9
- 続日曜時評 新日本出版社 1983.8
- 自民党よ驕るなかれ 独占と政治の危機 紀尾井書房 1990.4
- 日本共産党への手紙 有田芳生共編 教育史料出版会 1990.6
- 連合政権が崩壊した日 社会党・片山内閣からの教訓 教育史料出版会 1990.6
- 日本社会党への手紙 江藤正修共編 教育史料出版会 1990.9
- 鳥居耀蔵 天保の改革の弾圧者 1991.11 (中公新書)
- 安政の大獄 井伊直弼と長野主膳 2001.3 (中公新書)